# 今すぐ使える豆知識 クイズ雑学王
『今すぐ使える豆知識 クイズ雑学王』（いますぐつかえるまめちしき クイズざつがくおう）は、テレビ朝日系列で2007年10月3日から2011年9月26日まで放送されたクイズ番組。一般には『クイズ雑学王』と呼ばれる。
『爆笑問題の検索ちゃん』および『芸能人雑学王No.1決定戦』の姉妹番組として数度の単発特番を経て、2007年10月3日から12月19日までは毎週水曜日23:15 - 翌0:10のネオバラエティ枠で、2008年1月から2010年3月まで毎週水曜日19:54 - 20:54（JST、以下略）にて、2010年4月5日からは『雑学王』のタイトルで毎週月曜日23:15 - 翌0:15のネオバラエティ枠にてそれぞれレギュラー放送されていた。2011年9月にレギュラー放送終了。以降は不定期特番として放送されていた。

## 概要
毎回10名（2007年放送分までは8名）の解答者が様々な雑学クイズに挑んで「雑学王」の称号を争う。拡大版スペシャル放送時、雑学クイズのみの場合には、「芸能人雑学王最強No.1決定戦」として、放送される。

### 変遷
| 放送期間   | 放送期間   | タイトル                        | 放送時間（JST）               |
| ---------- | ---------- | ------------------------------- | ----------------------------- |
| 2007.10.03 | 2007.12.19 | 今すぐ使える豆知識 クイズ雑学王 | 水曜日 23:15 - 翌0:10（55分） |
| 2008.01.09 | 2010.03.03 | 今すぐ使える豆知識 クイズ雑学王 | 水曜日 20:00 - 20:54（54分）  |
| 2010.04.05 | 2011.09.26 | 雑学王                          | 月曜日 23:15 - 翌0:15（60分） |

### 番組の遍歴
- 2005年4月、「決定!これが日本のベスト100全国一斉○○テスト」の番組内容がリニューアルされ、雑学クイズ企画がスタート。これは「芸能人雑学王最強No.1決定戦SP」や「クイズ雑学王」の源流となった番組で、「雑学王」のテロップやBGMは当時のものをそのまま流用している。
- 2005年9月25日、同番組の最終回の企画として、「史上最強の芸人雑学王No.1決定戦SP!!人気お笑い芸人21人が大集結…バカは即!強制退場…2度とテレビに映りません!!師匠vs若手の大バトル」と題し放送。以後、不定期に「芸能人雑学王最強No.1決定戦SP」が放送されるようになる。
- 2005年12月30日19:00 - 21:48、2006年6月29日19:53 - 21:48、「芸人雑学王No.1決定戦SP」（後述）を放送。
- 2007年1月8日19:00 - 21:48（月バラ!枠）、2007年4月12日19:00 - 21:48、「芸能人雑学王最強No.1決定戦SP」（後述）を放送。平均視聴率は17.9%の高視聴率を獲得した。
- 2007年5月13日15:30 - 17:25（日曜ワイド枠）、特別番組として、「クイズ雑学王」第1回が放送された。以降、『バラエティ祭』のどちらかの枠で半月に1回のペースで、合計5回放送された。
- 2007年9月27日19:00 - 21:48、「芸能人雑学王最強No.1決定戦SP」を放送。番組最高視聴率22.4%の高視聴率を記録した。
- 2007年10月3日 - 12月19日、毎週水曜日の23:15 - 0:10（ネオバラエティ枠）で週1レギュラー放送。2007年12月30日23:30 - 0:30には、総集編を放送し、視聴率は13.5%（ビデオリサーチ関東地区調べ）。
- 2007年12月31日 - 2008年1月1日23:30 - 1:30「年越し雑学王」と題して、初の生放送。全国各地に年末年始の知りたい雑学をアンケートし、人気の高かった年末年始雑学のベスト10をランキング形式で出題。無人島にいたよゐこも生中継で出題。年越し時には仁摩サンドミュージアムからのカウントダウン中継もあった（しかし、「仁摩サンドミュージアム」がある島根県はテレ朝系列がないため一部の地域では見られない）。ただし、司会の爆笑問題は23時45分まで裏番組『1億分の1の男』（フジテレビ系、但しテレビ大分・テレビ宮崎除く）に出演していたため、23時45分頃に登場した。それまでの間は2008最初に使える雑学でベスト10に漏れた問題や前番組の無人島中継を時間調整して埋めた。
- 2008年1月9日、毎週水曜日の20:00 - 20:54に移動（一部地域では19:54から前座番組「このあとクイズ雑学王」を放送）。ネオバラ枠からのゴールデン移動はよくあることだが、わずか3か月での移動は最速となる。ゴールデン移動初回は、3時間スペシャルとして『芸能人雑学王最強No.1決定戦』（後述）として放送、関東での視聴率は17.7%で同時間帯1位となった。通常放送では開始当初から9月まで1桁を記録することが若干多かったが、10月以降は2桁をキープしていた。
- 2008年12月31日 - 2009年1月1日23:30 - 1:30、前年に続いて「年越し雑学王」を生放送。太宰府天満宮からカウントダウン中継をした。
- 2009年2月4日19:00 - 21:48、テレビ朝日開局50周年記念『50時間テレビ』の一環として3時間のスペシャルが放送され、テレ朝50年の歴史からの雑学が出題された。さらにこの日の23:15 - 0:10には久しぶりに「芸人雑学王No.1決定戦」のタイトルで生放送された。
- 2009年12月31日 - 2010年1月1日23:30 - 1:30、3年連続で「年越し雑学王」を生放送。年越しの瞬間は、「太田の雑学ウソ?ホント?」でテレビ朝日屋上の出題者ジュディ・オングが「魅せられて」を歌っている最中にジュディ・オングの衣装全体がスクリーンになった場面だった。市谷亀岡八幡宮や吉水神社からの生中継出題もあった。
- 2010年春の改編で、4月より水曜20時台で『そうだったのか!池上彰の学べるニュース』が開始される[1]事に伴い、同時間帯での放送は2010年3月3日をもって終了。同年4月5日から番組名を「雑学王」と変えて月曜深夜11:15 - 0:15（月曜ネオバラ）へ移動。同時に通常回の出題ナレーションも杉本るみから矢島アナに変更するが、スペシャル回での出題ナレーションは杉本のまま。シーズン2からは杉本るみに戻されたが、2010年10月からは再び別の人物に変更された。
- 2010年10月からは雑学クイズ常連の芸能人が降板。解答者5人が芸人のみになり、番組構成もクイズより解答中のトークに比重が置かれ、同じく爆笑問題が司会をしていた「検索ちゃん」に近いテイストになった。11月22日放送分から、左端に従来の解答枠5人分とは別に「伸び悩み芸人枠」を設けた。
- 2011年9月26日をもってレギュラー放送を終了した。
- レギュラー放送終了後は、不定期に特番として放送されていた。2012年3月22日（木）19:00 - 21:48の放送を最後に5年間放送されていなかったが、2017年4月3日（月）19:00 - 21:48に5年ぶりに特番が放送された。2017年9月25日（月）19:00 - 21:48にも特番が放送された。
- 2019年4月1日（月）19:00 - 21:48に1年半ぶりに特番が放送された。

## 出演者

### 司会・アシスタント
- 爆笑問題
  - 太田光
  - 田中裕二
- 矢島悠子（テレビ朝日アナウンサー、レギュラー時代） - シーズン1のみ出題ナレーション兼務
- 甲斐まり恵（2007年6月15日）
- 宇賀なつみ（テレビ朝日アナウンサー、2017年4月3日）
- 島本真衣（テレビ朝日アナウンサー、2017年9月25日 - ）

### 主な解答者

#### レギュラー
- 伊集院光

#### 準レギュラー
- 東貴博（Take2）
- 土田晃之
- 劇団ひとり
- 品川祐（品川庄司）
- 後藤輝基（フットボールアワー）
- 中田敦彦（オリエンタルラジオ）

##### 伸び悩み芸人枠
- 古坂大魔王 - 元ボキャブラ芸人（元底ぬけAIR-LINEのボケ担当）として紹介。
- 三又又三 - 元ジョーダンズのボケ担当。ジョーダンズ解散後は本名の忠久（ただひさ）ではなく下の名を苗字を逆さにして又三（またぞう）にし、ついでに坊主（刈り）にした。
- つぶやきシロー
- 児嶋一哉（アンジャッシュ）。
- 金谷ヒデユキ・BOOMER・プリンプリン
- 鬼龍院翔（ゴールデンボンバー）- 出演当時は『ニコニコ動画』で人気のインディーズバンドのボーカリスト兼タレントという扱いだった。
- コラアゲンはいごうまん - 雨上がり蛍原の元相方として紹介。後にピン芸人となり現在に至る。

他多数

### シーズン1の解答者（最終順位順）
1. 宮崎美子
2. 麻木久仁子
3. 伊集院光
4. 劇団ひとり
5. 辰巳琢郎
6. ラサール石井
7. 中田敦彦（オリエンタルラジオ）
8. 東貴博（Take2）
9. やくみつる
10. 土田晃之

### シーズン2の解答者（最終順位順）
1. 中田敦彦（オリエンタルラジオ）
2. 土田晃之
3. 劇団ひとり
4. 伊集院光
5. 宮崎美子
6. 麻木久仁子
7. 東貴博（Take2）
8. 品川祐（品川庄司）
9. 後藤輝基（フットボールアワー）
10. ビビる大木
11. あべこうじ
12. 斉藤慎二（ジャングルポケット）

### 過去の解答者
- アンガールズ（田中卓志、山根良顕）
- 金田一秀穂
- 柴田理恵
- 関根勤
- 高木美保
- 西川史子
- 西村和彦
- 八田亜矢子
- 半田健人
- 東原亜希
- フォーリンラブ（ハジメ、バービー）
- 藤本淳史（田畑藤本）
- 本田聖嗣
- 眞鍋かをり
- 水野裕子
- 村井美樹
- 森永卓郎
- 柳原可奈子
- 山田五郎
- 山中秀樹
- 山本モナ
- 優木まおみ
- 渡辺正行

## ルールの変遷

### 「クイズ雑学王」時代
番組開始当初は毎回8名（2007年から一時期は10名）が出場して、雑学王を争う。コンビの場合は1席となる。
3-5ステージ実施して、合計ポイントが最も多かった人（同点含む）がその回の雑学王となる。
5回雑学王を勝ち取ると世界雑学の旅（行き先の国を自由に選べる）が贈られる。
- 2008年10月29日放送で宮崎美子が5回目の雑学王を取り、世界雑学の旅を獲得。それにより、リーチ状態だった伊集院光、東貴博、西村和彦を含む全員の優勝回数がリセットされる。
- 2009年5月20日放送で伊集院光が5度目の雑学王を取り、世界雑学の旅を獲得。

2009年10 - 12月は、3人1組・4チームによるチーム戦。この頃から「世界雑学の旅」制度は廃止され、各回の雑学王に金一封が贈呈されるルールとなった。
2010年1 - 3月は、再び10名の個人戦に戻る。問題は全問記述式となり、そこで雑学王となった1名（同点の場合該当者全員）が、一般正解率9%以下の難問1問に答える「ボーナスチャレンジ」に挑戦。それに正解できれば、金一封が贈呈される。

### 「雑学王」時代
2010年4月〜9月では1クールごとをシーズンとして区切り、レギュラー・準レギュラー解答者がシーズン内の通算正答率（正解数÷自分の出演回で出題された問題数を「○割○分○厘」で表す）を競う形式となっている。レギュラー放送では毎週6人が、最終決戦では全員が出演して、記述式の雑学問題に解答。放送回ごとに出場メンバーは異なるが、伊集院はシーズン問わず全てのレギュラー回及び最終決戦に出場していた。
- 第1シーズンは、2010年4 - 6月のレギュラー回及び7月3日放送の最終決戦2時間SPが対象。解答者は10人。最終的な通算正答率が最も高かった解答者を、第1シーズンの雑学王とした（2時間SPでは、途中で下位を数名ずつ足切り、順位を確定させた）。
- 第2シーズンは、2010年7 - 9月のレギュラー回が対象。解答者は12人。まず9月20日放送分（最終決戦 前半）までで、最終的な通算正答率を確定。その上位6人のみで9月27日放送の「最終決戦 決勝ステージ」を行い、そこでの最多得点者（1問正解で10ポイント。なお正答率上位3名には、上位から順に、15ポイント、10ポイント、5ポイントのアドバンテージが、予め与えられる）が第2シーズンの雑学王となる。ちなみにこのシーズンから、前回までの通算正答率の高い者から順に上手から着席する制度になった。

2010年10月からはシーズン制を廃止し、毎回5~6人のお笑い芸人が出演する形に変更された。また特集として、ある企業の大ヒットした「ホームラン商品」、全く売れなかった「空振り商品」を紹介して、空振り商品がなぜそうなったのかを予測する等のクイズが出題される。この他、世界のCMを当てる早押し問題や、映画に関する雑学などが出題された。さらに問題数が大幅に減り、芸人同士のトークにかなりの時間を割くようになった。また、番組内で一人だけ正解の事を「オンリーワン（解答）」と呼び、優勝特典がなくなったこともあって、芸人は優勝よりもオンリーワンを目指すようになった。特に後藤は自分の解答を開けた後に正解発表となると「最後に解答を開けられたから正解」と思い込み、不正解だと司会者に抗議するが、田中に「最後に開けられたからって正解とは限らない」と返されたり、後藤がオンリーワンだと思い込んで喜ぶが、実は他にも正解者が複数いて憤慨するといった具合に、弄ばれるパターンが多い。
2010年11月22日からは、解答席が小豆色の「伸び悩み芸人」枠が設けられ、司会の爆笑問題もそうであり、現在も親交の深い「ボキャブラ世代」と呼ばれた芸人、コンビでありながら相方の影に隠れてしまい目立たなくなった（いわゆるじゃない方芸人）等、実際に伸び悩んでいる芸人が出演している。また、これに関連する形で、伸び悩み芸人に関する問題（マネージャーからの証言や、前回出演後のBBSの意見、過去に掲載された雑誌に記事を基に問題を作成。解答は挙手制）や、番組HPに伸び悩み芸人の意見を募るBBSの設置を試みている。場合によっては2席設けられる、逆に設けられない場合がある。また、不定期で「伸び悩み芸人枠」とは逆で、解答席がラインストーンで飾られた「伸び盛り芸人枠」が設けられる。
2011年1月24日からは、正解数最下位の解答者が、司会の太田からアドリブでネタを振られる「太田のムチャブリ」の罰ゲームを受けるルールが追加された。最下位が複数いる場合は太田の指名で選ばれるが、途中から一緒にやらせる様になった。
2011年4月25日からは、解答者がとっておきの雑学を披露する「雑-1グランプリ」を開催。太田が10点満点で判定、優勝した解答者は1問正解扱いとなり、その後の問題の正解数にカウントされる。

## ステージ
レギュラー放送でのステージ。

### 記述式雑学クイズ
今すぐ使える雑学クイズ（今週知りたい雑学クイズ）
番組の全期間を通して行われた、メインコーナー。放送時期にちなんだ問題を中心に、ノンジャンルで雑学問題を出題。1問正解につき10ポイント獲得。上級編では、20ポイント獲得。2008年4月30日 - 6月18日放送分では、一般正解率に応じて、初級編（31%以上）・中級編（11 - 30%）・上級編（10%以下）の3ステージに分けて行われていた。同年7月2日放送分以降は、初級編（30%以上）・上級編（29%以下）の2ステージを実施。
スペシャル雑学クイズ
不定期で放送。テレビ朝日系列で放送される番組や映画の宣伝を兼ねて、その番組・映画に関わりのある雑学問題を出題。また「世界雑学の旅」を獲得した雑学王が、旅先で見つけた雑学問題を出題する場合もある。1問正解につき10ポイント獲得。
ニュースのわかる雑学
放送時期に起きるであろう時事（ニュース）に関連した雑学問題を出題。1問正解につき10ポイント獲得。
今すぐ使えるスペシャル雑学クイズ
2008年1月 - 3月のみ放送。一般正解率が9%以下の雑学問題を出題。正解で10ポイント獲得。毎回1問のみ出題。
本日の雑学王決定戦
1stステージ - 3rdステージの合計ポイント上位2名のみ参加。記述形式で、幅広い一般正解率の問題が出題される。先に5問正解した方が、その回の雑学王。
ネーミング雑学 由来はナ〜ニ?
商品名や地名などの由来を当てる。1問正解につき10ポイント獲得。毎回2問出題される。
ニッポンご当地雑学クイズ
全国各地にある珍しい物など、その都道府県の特色から雑学問題を出題。1問正解につき10ポイント獲得。

### 難読漢字系
読み方雑学 しりとり推理漢字
その回の解答者が半分ずつ参加。出題される難読漢字の読み仮名を口頭で答える。1人ずつ順番に出題され正解なら次の人に問題を、10秒以内に正解が出ないなら問題はそのままで、ヒントが出され次の人に解答権が移る。一周しても正解が出なかった場合、答えがオープンされてから次の解答者に、新たな問題が出題される。全15問（2007年放送分は全12問）出題されるが、しりとりで読み仮名が繋がっているので、それを参考に読み仮名を推測する事も可能（最初の漢字は予め田中が最初の1文字を言うので、それを参考にする）。1問正解につき5ポイント（2007年放送分は10ポイント）獲得。
雑学王5人が臨む!!読み方雑学 しりとり推理漢字
5人が参加。出題される難読漢字の読み仮名を口頭で答える。1人ずつ順番に解答。制限時間10秒の間に何回でも答えることができ、正解なら続けて挑戦できるが、10秒以内に正解が出ないなら問題はそのままで、ヒントが出された上で次の人に解答権が移る。5人目がタイムオーバーとなった時点でクイズ終了。しりとりで読み仮名が繋がっているので、それを参考に読み仮名を推測することも可能。ステージとは関係ないコーナーのため、ポイントは無く、5人の合計回答数の最高記録更新が目標とされる（「もうすぐ雑学王」と本放送にまたがって放送されるが、得点のカウントは本放送から開始されるため、多くの地域では1人目は実際より正解が少なかったことになる）。
何問読めるかな?読み方雑学 しりとり推理漢字
全員参加。出題される難読漢字の読み仮名を口頭で答える。1人ずつ順番に解答。制限時間10秒の間に正解するまで何回でも答えることができ、正解なら続けて挑戦できるが、10秒以内に正解が出ないなら、自動的に正解が発表されて、次の人には新たな問題が出題される（かつては、ヒントが出された上で次の人に解答権が移っていた）。10人目がタイムオーバーとなった時点でクイズ終了。しりとりで読み仮名が繋がっているので、全ての漢字に最初の文字が与えられる。それを参考に読み仮名を推測する事も可能（最初の漢字は予め与えられている）。
なお、しりとりによる出題形式のため、以下の工夫がなされている。
- 出題語は絶対に「ン」で終わらせない（例：「西班牙」（スペイン）→「西班牙語」（スペインゴ））。
- 動詞の活用や助詞の付加により、次の出題語が少ない語尾を回避する（例：「見縊る」（ミクビル）→「見縊った」（ミクビッタ））。

1問正解につき1ポイント獲得。更に、10人の中で最も多く正解した人にはボーナス10ポイントが加算される（初期は、10人合わせて100問以上正解した場合は賞金100万円が贈られた）カウントは、本放送から開始。
難読漢字100問チャレンジ
全員参加。出題される難読漢字の読み仮名を口頭で答える。各チームの代表者が、1人ずつ順番に解答。制限時間10秒の間に正解するまで何回でも答えることができ、正解なら続けて挑戦できる。10秒以内に正解が出ないなら、その代表者は脱落で、次の代表者に交代。1チームずつ順番に解答して、3人全員が脱落したチームから失格。最後まで残った1チームにはボーナスポイント加算が確定するが、クイズは4チーム12人全員が脱落するかトータルで100問出題されるまで続けられる。なお出題される難読漢字は五十音に出題されるので、それを参考に読み仮名をある程度推測する事も可能。1問正解につき1ポイント獲得。更に、4チームの中で最も多く正解したチームにはボーナス10ポイントが加算される。

### その他のステージ
セレクト雑学 どきどきスルー
2人一組で参加。一般正解率が10 - 50%の問題から、4択形式で出題。最初に問題が読み上げられた後、選択肢が1つずつ画面を横切り、通り過ぎるまでにその選択肢が違うと思えば「スルー」を宣言して青いボタンを押し、正しいと思えば「セレクト」を宣言して赤いボタンを押して解答を確定する。一度セレクトした解答を変更することはできず、最後までスルーした場合は4つ目の答えが自動的にセレクトとなる。1問正解につき10ポイント獲得。一組につき1問（2007年放送分は2問）出題される。
グループ分け雑学 どっちホール
2人一組で参加。最初に問題のグループ（選択肢）を発表（例：東京都より広いor東京都より狭い）。その後、1つずつキーワードの書かれたブロックが落下するので5秒以内にボタンを連打して左右に動かし、左右2つのグループのうち正しいと思う側の穴へ振り分ける。間違えたグループに入れたり、迷い過ぎて穴の間にある仕切りにブロックが引っかかった場合は不正解。1問正解につき5ポイント獲得。キーワードは5個出題されて、全問正解でボーナス込みで50ポイント獲得。
ボキャブラリー雑学 逆引き国語辞典
全員参加。国語辞典に掲載されている、ある言葉の意味を示す文章（と最初に品詞名）が表示され、それらから辞典で引いた言葉は何かを早押しで当てる。1問正解につき10ポイント獲得。不正解の場合はその問題の解答権を失う。
ヒント雑学 連想スリー
全員参加。あるモノに関する雑学の中から、「人に教えたい」と視聴者の意見によって選ばれた3つを、一つずつ紹介。紹介された雑学から、何についての雑学なのかを早押しで当てる。1問正解につき10ポイント獲得。不正解の場合は、その問題の解答権を失う。
シャッフル雑学 もじもじチェンジ
2人一組で参加。モニターに散りばめられた文字をドラッグ&ドロップで並べ替えて枠の中に入れ、表示されているモノの名前を作る。制限時間は出題されるモノの文字数が5文字以下の場合は20秒、6文字以上の場合は30秒。作った時点での残り秒数と同数のポイントを獲得。一組につき2問出題される。
ニッポン雑学 しきたり・いろは
1人ずつ参加。日本の礼儀作法や冠婚葬祭のマナーに関する三択問題を出題。5秒以内に「い」・「ろ」・「は」の中から口頭で答える。正解で10ポイント獲得。1人1問出題される。
回転 なるほど数字
全員参加。値段や数等、物や現象の数字にまつわる雑学問題を、3択形式で出題。最初に問題が読み上げられた後、「セレクト雑学 どきどきスルー」同様に選択肢が1つずつ画面を横切るので、横切った選択肢が違うと思えばボタンを押さないで、選択肢をスルーする。正しいと思えばボタンを押して、解答を確定する。一度セレクトした解答を変更することはできない。1問正解につき5ポイント獲得。
変換!どっち漢字
全員参加。ある文章で使われる単語の正しい漢字表記を2つの選択肢から選び、口頭で答える。「しりとり推理漢字」と同様の解答方法で、不正解になるまで答え続ける。1問正解につき1ポイント獲得。
推理で対義GO!
全員参加。ある言葉と反対の意味の言葉を口頭で答える。答えの最初の仮名だけは表示されている。「しりとり推理漢字」と同様の解答方法で、不正解になるまで答え続ける。1問正解につき1ポイント獲得。
今週使える!雑学ベスト10
全員参加。旬な雑学の問題が一般正解率の高い方から10位、9位…という順に出題されるので、押しで答える。一度間違えた人はその問題には答えられない。10位 - 4位は5点、3位 - 1位は10点。
雑学ニッポンランキング!バルーン危機一髪!（2009年10月21日 - ）
1チームずつ参加。日本に関連した統計の上位10項目の内8項目を、目の前にある太田の似顔絵が描かれた巨大風船が破裂する前に当てる。チームの3人が1人1項目ずつ順番に、風船のそばにあるパイプ椅子に座って解答。その間相手チームは、空気入れを上下させて風船に空気を送り、風船を膨らます。また2回誤答してしまうと、太田が巨大レバーを倒して、強力なエアーを自動的に注入してしまう。風船が破裂するかその前に8項目正解すればクイズ終了。1項目正解につき5ポイント獲得。

### ステージ構成
2007年10月3日 - 12月19日放送
- 1stステージ - 今すぐ使える雑学クイズ
- 2nd-4thステージ - 各種ステージ（2007年10月10日放送は3rdステージまで）

2008年1月16日 - 3月12日放送
- このあと雑学王 - ウォーミングアップ問題（2008年1月16日放送は「今日のイチ押し雑学」）
- 1stステージ - 今すぐ使える雑学クイズ
- 2nd-4thステージ - 各種ステージ（2007年2月6日・13日放送は3rdステージまで）
- 5thステージ - 今すぐ使えるスペシャル雑学クイズ（2008年1月16日・23日・30日放送のみ）

2008年4月30日 - 5月14日放送
- このあと雑学王 - ウォーミングアップ問題
- 1stステージ - 今すぐ使える雑学クイズ 初級編
- 2ndステージ - 今すぐ使える雑学クイズ 中級編
- 3rdステージ - 各種ステージ
- 4thステージ - 今すぐ使える雑学クイズ 上級編

2008年5月21日 - 6月18日・7月30日放送
- このあと雑学王 - 20時08分頃 - 雑学王5人が望む!!読み方雑学 しりとり推理漢字
- 1stステージ - 今すぐ使える雑学クイズ 初級編
- 2ndステージ - 今すぐ使える雑学クイズ 中級編
- 3rdステージ - 今すぐ使える雑学クイズ 上級編
  - 2008年5月21日放送分は、3rdステージ - 各種ステージ、4thステージ - 今すぐ使える雑学クイズ 上級編

2008年7月2日放送 -（2008年7月30日放送を除く）
- このあと雑学王-1stステージ - 何問読めるかな?読み方雑学 しりとり推理漢字（2008年8月13日は、『このあと雑学王』の放送なし）
- 2ndステージ - 今すぐ使える雑学クイズ 初級編
- 3rdステージ - 今すぐ使える雑学クイズ 上級編
- 決勝ステージ - 本日の雑学王決定戦
  - 2008年7月2日放送分は、このあと雑学王-20時08分頃 - 雑学王5人が望む!!読み方雑学 しりとり推理漢字、2nd・3rd・決勝ステージはそれぞれ1st・2nd・決勝ステージ
  - 2008年10月29日放送分は、決勝ステージなし

2008年11月13日 - 2009年1月21日放送
- このあと雑学王-1stステージ - 何問読めるかな?読み方雑学 しりとり推理漢字（2009年1月21日は変換!どっち漢字）
- 2ndステージ - 今すぐ使える雑学クイズ 初級編
- 3rdステージ - 今すぐ使える雑学クイズ 上級編
- ボーナスステージ - しりとり推理漢字と同様の形式のクイズ

2009年1月28日放送 -
- このあと雑学王-1stステージ - 何問読めるかな?読み方雑学 しりとり推理漢字
- 2ndステージ - 今すぐ使える雑学クイズ 初級編
- 3rdステージ - 今すぐ使える雑学クイズ 上級編
- 4thステージ - 今週使える!雑学ベスト10

2009年2月27日放送 -
- このあと雑学王-1stステージ - 今週使える!雑学ベスト10
- 2ndステージ - 今すぐ使える雑学クイズ 初級編
- 3rdステージ - 今すぐ使える雑学クイズ 上級編
- 4thステージ - セレクト雑学 どきどきスルー

2009年5月13日放送 -
- このあと雑学王-1stステージ - 今すぐ使える雑学クイズ 初級編
- 2ndステージ - 今すぐ使える雑学クイズ 上級編
- 3rdステージ - セレクト雑学 どきどきスルー
- 4thステージ - 今週使える!雑学ベスト10

2009年5月27日放送 -
- このあと雑学王 - 視聴者からの投稿雑学（本編では放送されない問題）
- 1stステージ - 今知っておきたいヒットのアイデア雑学
- 2ndステージ - 今すぐ使える雑学クイズ
- 3rdステージ - 視聴者からの投稿雑学

## 特別番組

### 芸人雑学王No.1決定戦
「芸能人雑学王最強No.1決定戦」以前は、芸人・お笑いタレント20名（21名）で同様に雑学王を争っていた。
まず、10名ずつの2ブロック（Aブロック・Bブロック）に分けて予選を行い、各ブロックの正解数上位3名が決勝に進んで6名で決勝を戦うルール。
- 21名が出場する場合、事前に別のスタジオで予備予選を実施。芸歴順に一列に並んで列の先頭の人が口頭で雑学問題に解答。正解なら爆笑問題らが控えるスタジオに移動して本戦に挑めるが、不正解なら列の最後尾に移って次の順番まで待たないといけない。これを繰り返して、最後まで残った1名が本戦に出場する事無く失格となる（基本的に予備予選で落ちた1名は本戦のスタジオにすら行けず、別スタジオでひとりぼっちで解答をさせられる羽目に）。

### 芸能人雑学王最強No.1決定戦
- 芸人、女性タレント、大学教授等、多岐に渡った30人の芸能人がサバイバル方式で雑学王を争う（2009年9月はコンビ1組を1席1組とし24組の対抗戦）。
- 予選として、3 - 4ステージを実施。合計ポイントの上位4名が最終ステージへ進む。問題は一問一答の筆答形式（一部例外あり）で、1ステージ毎に正解数の下位が数名ずつ脱落していく。
  - 2008年4月の特番では、『ニッポン雑学 しきたり・いろは』を、レギュラー版とは異なる全員一斉の解答方式で実施したステージもあった。
  - 2008年8月の特番以降では、第1ステージを、『読み方雑学 しりとり推理漢字』(下記コーナーの得点と同じ)と一般正解率40%以上の問題(1問・10点)の2種類のクイズを行って、その合計点で脱落者を決めている（『 - しりとり推理漢字』が無い特番もある）。

- 事前に100人の一般人が解答しており、各ステージごとに一般人の正解率が下がっていく（1stステージは一般正解率40%以上の問題、2ndステージは30%台の問題、3rdステージは20%台の問題、4thステージは10%台の問題、決勝ステージは10%未満）。
- ステージの途中で、これまでのステージの敗者を対象にした敗者復活ステージが行われる。そこで勝った解答者は、本戦のステージへ復帰できる。
- ステージごとに成績はリセットされるため、前のステージによるアドバンテージはない。
- 2009年2月4日放送分は、テレビ朝日開局50周年を記念して（50時間テレビ）、過去50年間の時事やテレビ朝日で放送された番組などにまつわる雑学から出題された。更に、通常は司会側である太田も、この回では解答者として参加（敗者復活ステージ『雑学ウソ?ホント?』も、田中・矢島が進行）。
- 2009年4月1日放送分は、第1ステージに「しりとり推理漢字」ではなく「今週使える!雑学ベスト20」（『今週使える!雑学ベスト10』の拡張版）を20問（1問正解につき3点）のあと、通常問題(1問・10点)の2種類のクイズを行って、その合計点で脱落者を決めた。
- 2019年4月1日放送分は、決勝ステージを9問出題し、8問消化した段階で同率トップ3人のみに最終問題を解答した。

### 年越し雑学王
2009年12月31日22:30〜1月1日1:30に放送された生放送の正月特番。「新年すぐに使いたい雑学」をテーマとし、太宰府天満宮などでの初詣中継を交えながら放送される。番組途中にはカウントダウンがあり、「その年最後の問題」の正解が年明けの瞬間に発表されるように編成されている。それ以外のコーナー編成は通常放送と同じだが、正月にちなんだ雑学が多い。
前回出演者以外の予選会は基本的に12月30日の深夜に放送される。
翌年の2010年から、本番組と前座・前々座枠の『ドラえもん大みそかスペシャル』・『ゴールデン枠』の3枠を統合させこの番組の後番組である『そうだったのか!池上彰の学べるニュース』をメインとした『そうだったのか!池上彰の学べるニュース 年またぎスペシャル!!』を放送、2012年には『ドラえもん大みそかSP』が復活したため、『お願い!ランキング 年またぎスペシャル』を放送するも、2013年と2014年には再び『ドラえもん』を大晦日から外し、くりぃむしちゅー司会の『今年スゴかった人 全員集合テレビ2013』と『くりぃむVS林修!年越しクイズサバイバー』を放送した。しかし『学べるニュース』から『クイズサバイバー』までの年越し番組はカウントダウンを一切行わなず、2016年/2017年放送の『クイズサバイバー』で収録番組ではあるが7年振りにカウントダウン年明けを行い、2018年/2019年放送の『よゐこの無人島0円生活』年越しSPで、9年振りの生放送カウントダウンが復活した。そして2019年/2020年には『お坊さんバラエティ ぶっちゃけ寺』を年越し番組として放送、爆笑問題は10年振りにテレビ朝日年越し番組の司会を担当した。

### それ以外の特番
- 8人による1対1のトーナメント形式で行った回（2008年12月3日放送分）や、6人1チームの4チーム対抗戦（2008年6月25日放送分）、『読み方雑学 しりとり推理漢字』のみで戦った回（2008年9月10日放送分）などがある。
- 2009年7月1日放送分は、「2009売れてる店の裏側を教えます ヒットの法則スペシャル」として、2時間にわたって業績が好調な企業の秘密だけを問題にした（すべて通常問題で、途中での失格などもなし）。
- 2009年12月16日は「2009流行のカラクリが全部わかる雑学SP!」として、2009年の流行をクイズにした。

## スタッフ

### 2019年4月1日放送のスタッフ
- ナレーション：杉本るみ、垂木勉
- 問題作成：仲野隆也、横山龍太、高木英幸、梅田直人、平和紘、佐藤允彦、市川篤、今田佑、田中裕作、森下剛士、佐藤すたんぷ
- 構成：興津豪乃、秋葉高彰、野口悠介
- TM：福元昭彦
- TD/SW：佐藤邦彦（以前はカメラ）
- カメラ：渡邉良平
- 映像：橋本潤
- 照明：越前充弘
- 音声：江尻和茂
- PA：石渡洋志
- デザイン：小谷知輝（以前は美術デザイン）
- 美術進行：亀井直子
- 大道具：鈴木敦、栗田祥吾
- システム・電飾：黒野堅太郎、大邊華子
- モニター：粟野熊太
- 特攻：釜田智史
- メイク：川口カツラ店
- CGデザイン：矢（八）木秀和
- CGシステム：金井田敏明、林道大輔
- アニメ・CG：リトルベア
- 編集：玉置謙一
- MA：前田悠貴
- 音効：岡田淳一、吉田達朗
- TK：池田真梨絵
- 編成：田中真由子、岩井健太郎（テレビ朝日）
- 宣伝：樽井勝弘（テレビ朝日）
- デスク：原利加子（テレビ朝日）
- 美術協力：tv asahi create
- 技術協力：TSP、テイクシステムズ、テレテック
- リサーチ：高木美嘉、井上集
- フロアディレクター：岩本浩一、矢野和久、水落美咲（水落→以前はディレクター►一時離脱）
- 制作スタッフ：清水真希、岩名美月、奥山果、大西智之、本多愛海、谷菜穂子
- アシスタントプロデューサー：大田翔子
- ディレクター：陣川友裕、橋詰圭太、真船潤、柴田大輔、丸山耕弥、河村啓司、白岩大輔、片岡伸幸、飯山恭生
- チーフディレクター：植田弘樹、高橋陽介（全員、以前はディレクターとして担当）
- プロデューサー：新田良太（テレビ朝日、以前はディレクター►チーフディレクター）、小泉哲朗（トップシーン）、平出さとし、四戸美穂
- ゼネラルプロデューサー：寺田伸也（テレビ朝日）
- 制作協力：トップシーン
- 制作著作：tv asahi

### 最終回時点のスタッフ
- ナレーション：垂木勉、杉本るみ、小谷直子
- 構成：鈴木おさむ、樋口卓治、石原久稔、秋葉高彰、野口悠介他
- TD：今川愛
- カメラ：大川戸元昭、錦戸浩司、住田清志、大槻和也
- 音声：江尻和茂
- 映像：橋本潤
- 照明：山田桃
- PA：石渡洋志
- 美術デザイン：小谷知輝
- 美術進行：遠藤ゆか、奥田裕美
- 大道具：大田真也
- 小道具：長谷川剛、宮本恵美子
- システム・電飾：高橋友之
- モニター：大西勇史
- マルチ：石井智之、鈴木久
- オブジェ：崔禎株、前西原亜戸
- メイク：園山絵理、細谷真衣子
- CG：大橋緑、澤口明子
- アニメCG：森三平
- 編集：米澤武史、片田真、安藤千博
- MA：内藤憲司
- 音効：高橋直幹、吉田達朗
- TK：船木玉緒
- 宣伝：椿本晶子
- 編成：松瀬俊一郎、荒井祥之（以前はプロデューサー）、二階堂義明
- デスク：萩原わかな
- デジタルコンテンツ：臼井正和
- リサーチ：加藤勇樹、佐藤直也
- 問題作成：梅田道人、津田仁次、鍵谷友悟、川又唱史、土屋啓、新津智子、亀谷知孝
- 制作スタッフ：水島哲志、山崎智史、酒井徳俊、玉田康人、森実高大
- 制作進行：水落美咲
- アシスタントプロデューサー：山田裕司、竹山知子
- ディレクター：高橋陽介、矢野和久、陣川友裕、中村雅行、橋詰圭太、玉田大輔、小林都仁、野坂 琢
- フロアディレクター：岩本浩一
- チーフディレクター：勝村武史
- プロデューサー：荻野健太郎（以前は演出兼務）、引地夏規、小泉哲朗
- ゼネラルプロデューサー：山下浩司（2011年7月18日 - ）
- 技術協力：IMAGICA、テイクシステムズ
- ロケ技術協力：レック、ゼータ
- 協力：東京オフラインセンター
- 美術協力：テレビ朝日クリエイト
- 制作協力：トップシーン
- 制作著作：テレビ朝日

### 過去のスタッフ

#### レギュラー放送時代
- 企画：平城隆司
- 構成：福原フトシ、久保貴義、横山雄一郎
- 問題作成：田中健一、かつ重、仲野隆也、いまぷくけんじ、勝木友香
- TD：大川戸元昭・加藤英昭
- 照明：桑原則幸
- 美術デザイン：堀場綾枝子
- 美術進行：高橋徹、楢崎仁志
- 特効：釜田智志
- マルチ：おざい剣吾
- メイク：関口裕子
- CG：横井勝、高梨賢一、形部まり子
- HP：武田京子、川尻幸一、荒木美住、鈴木祐啓
- Web製作：小泉美貴
- 広報：千葉晶子、下恵子、畑田紘孝
- 編成：松野良紀、林雄一郎（以前はプロデューサー）、宮田奈苗、髙橋正輝、吉見尚子、西山隆一、澤井尚子
- デスク：麦倉奈緒
- 制作スタッフ：藤井裕久、南部健吾、新宅悠生、峰島あゆみ、中澤圭規
- アシスタントプロデューサー：西山隆一、佐野敬信
- ディレクター：植田弘樹、緒方彰大、秋永真吾／陣川友裕（問題統括）／内田拓志、辻野伸行、安納隆仁、長谷川光生、森本裕亮、野口智之、仁茂田哲郎、元廣伊佐央、井上利史、中辻宏之
- チーフディレクター：宮城達也
- プロデューサー：甲斐候一
- チーフプロデューサー：河口勇治（2008年7月9日から2009年3月まではスーパーバイザー）
- ゼネラルプロデューサー：寺田伸也（以前は演出・プロデューサー → CP）

#### 復活特番時代（2017年以降）
- ナレーション：津野まさい
- 問題作成：いまぷくけんじ、水野英昭、大塚泰博、櫻井智宏、土屋啓、久松知博
- TD/SW：古橋稔
- カメラ：横山大将
- 映像：山田由香
- 照明：中本明人
- 美術進行：奥田裕美
- 大道具：久坂優衣
- モニター：鈴木久
- CGシステム：筒井嘉範
- アニメCG：森三平
- 編集：米澤武史
- MA：和津田祐樹、駒井仁
- TK：船木玉緒
- 編成：篠宮康希
- 宣伝：堀場綾技子、高橋彩
- 技術協力：IMAGICA
- リサーチ：佐藤直也、志土地俊
- 制作スタッフ：蓑手琢哉、杉浦夏樹、井上穂菜美、三上昴太郎、岡本侑大、山内唯、渡辺巽、寺下瞳美
- アシスタントプロデューサー：犬飼真未、藤山楓
- ディレクター：秋永真吾、照井有、安納隆仁、真野雅史、玉田大輔、林太郎、鈴木慶昭、酒井逸平
- プロデューサー：髙橋伸之・寿崎和臣（テレビ朝日）、市岡まさひこ（トップシーン）

## ネット局と放送時間
| 放送対象地域   | 放送局                   | 系列           | 放送曜日・放送時間           | 放送日の遅れ  |
| -------------- | ------------------------ | -------------- | ---------------------------- | ------------- |
| 関東広域圏     | テレビ朝日（EX）         | テレビ朝日系列 | 月曜 23:15 - 翌0:15          | 【制作局】    |
| 北海道         | 北海道テレビ（HTB）      | テレビ朝日系列 | 月曜 23:15 - 翌0:15          | 同時ネット    |
| 青森県         | 青森朝日放送（ABA）      | テレビ朝日系列 | 月曜 23:15 - 翌0:15          | 同時ネット    |
| 岩手県         | 岩手朝日テレビ（IAT）    | テレビ朝日系列 | 月曜 23:15 - 翌0:15          | 同時ネット    |
| 宮城県         | 東日本放送（KHB）        | テレビ朝日系列 | 月曜 23:15 - 翌0:15          | 同時ネット    |
| 秋田県         | 秋田朝日放送（AAB）      | テレビ朝日系列 | 月曜 23:15 - 翌0:15          | 同時ネット    |
| 山形県         | 山形テレビ（YTS）        | テレビ朝日系列 | 月曜 23:15 - 翌0:15          | 同時ネット    |
| 福島県         | 福島放送（KFB）          | テレビ朝日系列 | 月曜 23:15 - 翌0:15          | 同時ネット    |
| 新潟県         | 新潟テレビ21（UX）       | テレビ朝日系列 | 月曜 23:15 - 翌0:15          | 同時ネット    |
| 長野県         | 長野朝日放送（abn）      | テレビ朝日系列 | 月曜 23:15 - 翌0:15          | 同時ネット    |
| 静岡県         | 静岡朝日テレビ（SATV）   | テレビ朝日系列 | 月曜 23:15 - 翌0:15          | 同時ネット    |
| 石川県         | 北陸朝日放送（HAB）      | テレビ朝日系列 | 月曜 23:15 - 翌0:15          | 同時ネット    |
| 中京広域圏     | メ〜テレ（NBN）          | テレビ朝日系列 | 月曜 23:15 - 翌0:15          | 同時ネット    |
| 広島県         | 広島ホームテレビ（HOME） | テレビ朝日系列 | 月曜 23:15 - 翌0:15          | 同時ネット    |
| 山口県         | 山口朝日放送（yab）      | テレビ朝日系列 | 月曜 23:15 - 翌0:15          | 同時ネット    |
| 香川県・岡山県 | 瀬戸内海放送（KSB）      | テレビ朝日系列 | 月曜 23:15 - 翌0:15          | 同時ネット    |
| 愛媛県         | 愛媛朝日テレビ（eat）    | テレビ朝日系列 | 月曜 23:15 - 翌0:15          | 同時ネット    |
| 福岡県         | 九州朝日放送（KBC）      | テレビ朝日系列 | 月曜 23:15 - 翌0:15          | 同時ネット    |
| 長崎県         | 長崎文化放送（NCC）      | テレビ朝日系列 | 月曜 23:15 - 翌0:15          | 同時ネット    |
| 熊本県         | 熊本朝日放送（KAB）      | テレビ朝日系列 | 月曜 23:15 - 翌0:15          | 同時ネット    |
| 大分県         | 大分朝日放送（OAB）      | テレビ朝日系列 | 月曜 23:15 - 翌0:15          | 同時ネット    |
| 鹿児島県       | 鹿児島放送（KKB）        | テレビ朝日系列 | 月曜 23:15 - 翌0:15          | 同時ネット    |
| 沖縄県         | 琉球朝日放送（QAB）      | テレビ朝日系列 | 月曜 23:15 - 翌0:15          | 同時ネット    |
| 近畿広域圏     | 朝日放送（ABC）          | テレビ朝日系列 | 火曜 0:30 - 1:32（月曜深夜） | 1時間15分遅れ |
| 高知県         | テレビ高知（KUTV）       | TBS系列        | 木曜 0:56 - 1:56（水曜深夜） | 遅れネット    |

- 過去のネット局
  - 山陰放送（BSS、TBS系列）- 遅れネットで放送されていたが、2011年3月24日を以って打ち切り。以降不定期で放送。

### ゴールデンタイム時代
- テレビ朝日系列（ただしフルネット局のみ）：水曜 20時00分 - 20時54分
- 富山テレビ（フジテレビ系列）は土曜 13時55分 - 14時50分
- 山陰放送（TBS系列）は土曜 0時25分 - 1時25分（2009年4月から土曜未明〈金曜深夜〉に移動）
- テレビ高知（TBS系列）では2009年10月よりレギュラー化。日曜 14時00分 - 14時54分
- 朝日放送では2008年12月3日のスペシャルより、全国ネットで夜7時から2時間スペシャルを放送する場合は夜7時4分からの飛び乗りで放送し、朝日放送のみ冒頭の4分間が放送されていない。そのためいきなり途中から放送される形となった（但し飛び乗りの配慮を行うことがあった）。
- プロ野球シーズン中、朝日放送・北海道テレビ・東日本放送・広島ホームテレビ・九州朝日放送ではローカルのプロ野球中継に差し替えネット返上することがあった（特に朝日放送でその頻度が多かった）。その場合、週末の午後に振替放送が行われていたが、野球中継にネットスポンサーが組み込まれる関係で振替放送ではノンスポンサー扱いでの放送となっていた。
- テレビ朝日で19時54分 - 20時00分に放送の「このあと雑学王」は、北海道テレビ（休止した時期あり）のほか、岩手朝日テレビでも放送されていた。アナログ番組表では本編と一体化して扱われているが、デジタル番組表では二者は区別されている。内容は、（投稿ものを含めた）雑学クイズ、「しりとり推理漢字」のフライングスタート、独立した「しりとり推理漢字」企画などの、本編では扱わずこの時間内でしか放送しないものであったり、本編の予告であったりと流動的で安定しなかった。2009年6月頃からは、放送を2つに区切り、後半の30秒を19時59分30秒から始めることで、20時丁度からの本編と直結した形になった（月曜日の「Qさま!?」も同様）。ゴールデンタイム放送の最後となる2010年3月3日の放送分をもって終了。

### 水曜ネオバラエティ時代
- 北海道テレビ・メ〜テレ・朝日放送を除くテレビ朝日系フルネット局21局：水曜 23時15分 - 翌0時10分
  - 北海道テレビ：水曜 23:45 - 翌0:40（30分遅れ。『水曜どうでしょうシリーズ』放送のため）
  - メ〜テレ：水曜 23:17 - 翌0:12（2分遅れ。『メ〜テレニュース』→『世界の車窓から』を経て放送のため）
  - 朝日放送：木曜 0:29 - 1:26（水曜深夜、1時間14分遅れ。『きになるオセロ』放送のため）
- 富山テレビ（フジテレビ系列、土曜 14:00 - 14:55[注 6]）
- 山陰放送（TBS系列、水曜 1:00 - 1:55〈火曜深夜））
- テレビ山梨、テレビ高知（TBS系列）は不定期放送。

## コンピュータゲーム
株式会社カムイよりニンテンドーDSソフト『クイズ雑学王DS』が2010年2月11日に発売された。爆笑問題の音声による司会でテレビ番組『クイズ雑学王』を完全再現されている。
6種類のクイズ形式の他、DSオリジナルモードの搭載、DSワイヤレスプレイ（1対1の通信対戦が可能）やDSダウンロードプレイ対戦も可能となっている。